# アレハンドロ・メヒア
アレハンドロ・メヒア（Alejandro Mejia、1993年3月10日 - ）は、ドミニカ共和国出身のプロ野球選手（内野手）。右投右打。リーガ・メヒカーナ・デ・ベイスボルのレオン・ブラボーズ所属。

## 経歴
2011年セントルイス・カージナルス傘下ドミニカン・サマーリーグ・カージナルスに入団。
2013年にカープアカデミーに入る。

### 広島時代
2015年にサビエル・バティスタと共に練習生として広島東洋カープに入団し、2016年に広島との間で育成選手契約を結んだ。背番号は146。
2017年は、オープン戦6試合に出場。二軍公式戦には70試合に出場した時点で打点、出塁率、安打数がいずれもリーグトップであった。7月20日に広島との間で契約金10万ドル（約1120万円）、年俸3万5000ドル(約392万円)プラス出来高として支配下契約、契約年数は6年。背番号は96。
2018年は、開幕を一軍で迎え、シーズン途中で二軍落ちするも、ウエスタン・リーグで打率.337、20本塁打、59打点、出塁率.397の成績を残して四冠を達成し、日本シリーズにも出場した。
2019年は、シーズン中盤から1軍出場の機会を増やした。シーズン終了時点で7本塁打を記録するなど一定の成績を残した。また、ウエスタン・リーグでは2年連続で本塁打、打点の2冠王となった。
2020年は、開幕を一軍で迎えたが、松山竜平の復帰により三塁手にコンバートされた堂林翔太にスタメンの座を奪われ、自身の不調も重なり、37試合の出場で、打率.188、2本塁打、4打点の成績に終わった。
2021年は18試合の出場に終わり、11月17日、球団からカイル・バード、テイラー・スコット、ドビーダス・ネバラスカス、ケビン・クロンと共に来季の契約を結ばないことが発表された。

### 広島退団後
2022年2月9日、リーガ・メヒカーナ・デ・ベイスボルのプエブラ・パロッツと契約した。

## プレースタイル・人物
恵まれた体格を活かした豪快なスイングで、広角に長打を放つスラッガー。守備は本職の三塁手に加え、一塁手もこなす。
2015年に来日後は、日常会話レベルの日本語は使いこなしている。

## 詳細情報

### 年度別打撃成績
| 年 度     | 球 団     | 試 合 | 打 席 | 打 数 | 得 点 | 安 打 | 二 塁 打 | 三 塁 打 | 本 塁 打 | 塁 打 | 打 点 | 盗 塁 | 盗 塁 死 | 犠 打 | 犠 飛 | 四 球 | 敬 遠 | 死 球 | 三 振 | 併 殺 打 | 打 率 | 出 塁 率 | 長 打 率 | O P S |
| --------- | --------- | ----- | ----- | ----- | ----- | ----- | -------- | -------- | -------- | ----- | ----- | ----- | -------- | ----- | ----- | ----- | ----- | ----- | ----- | -------- | ----- | -------- | -------- | ----- |
| 2017      | 広島      | 9     | 15    | 14    | 0     | 3     | 0        | 0        | 0        | 3     | 1     | 0     | 0        | 0     | 0     | 1     | 0     | 0     | 4     | 0        | .214  | .267     | .214     | .481  |
| 2018      | 広島      | 22    | 44    | 41    | 6     | 11    | 2        | 0        | 3        | 22    | 7     | 1     | 1        | 0     | 0     | 2     | 0     | 1     | 12    | 2        | .268  | .318     | .537     | .855  |
| 2019      | 広島      | 56    | 173   | 162   | 13    | 42    | 6        | 0        | 7        | 69    | 17    | 0     | 0        | 0     | 0     | 11    | 3     | 0     | 46    | 2        | .259  | .306     | .426     | .732  |
| 2020      | 広島      | 37    | 85    | 80    | 4     | 15    | 2        | 0        | 2        | 23    | 4     | 1     | 0        | 0     | 0     | 5     | 0     | 0     | 21    | 3        | .188  | .235     | .288     | .523  |
| 2021      | 広島      | 18    | 40    | 37    | 2     | 8     | 0        | 0        | 0        | 8     | 0     | 0     | 0        | 0     | 0     | 2     | 0     | 1     | 11    | 0        | .216  | .275     | .216     | .491  |
| 通算：5年 | 通算：5年 | 142   | 357   | 334   | 25    | 79    | 10       | 0        | 12       | 125   | 29    | 2     | 1        | 0     | 0     | 21    | 3     | 2     | 94    | 7        | .237  | .286     | .374     | .660  |

- 2021年度シーズン終了時

### 年度別守備成績
| 年 度 | 球 団 | 一塁  | 一塁  | 一塁  | 一塁  | 一塁  | 一塁     | 三塁  | 三塁  | 三塁  | 三塁  | 三塁  | 三塁     |
| 年 度 | 球 団 | 試 合 | 刺 殺 | 補 殺 | 失 策 | 併 殺 | 守 備 率 | 試 合 | 刺 殺 | 補 殺 | 失 策 | 併 殺 | 守 備 率 |
| ----- | ----- | ----- | ----- | ----- | ----- | ----- | -------- | ----- | ----- | ----- | ----- | ----- | -------- |
| 2017  | 広島  | 4     | 21    | 5     | 2     | 2     | .929     | -     | -     | -     | -     | -     | -        |
| 2018  | 広島  | 9     | 51    | 3     | 0     | 4     | 1.000    | -     | -     | -     | -     | -     | -        |
| 2019  | 広島  | 16    | 63    | 6     | 0     | 3     | 1.000    | 41    | 18    | 60    | 6     | 8     | .929     |
| 2020  | 広島  | 1     | 0     | 0     | 0     | 0     | ----     | 19    | 9     | 17    | 5     | 2     | .839     |
| 2021  | 広島  | 6     | 48    | 2     | 0     | 4     | 1.000    | 4     | 0     | 3     | 0     | 1     | 1.000    |
| 通算  | 通算  | 36    | 183   | 16    | 2     | 13    | .989     | 64    | 27    | 80    | 11    | 11    | .907     |

- 2021年度シーズン終了時

### 記録

#### NPB
初記録
- 初出場：2017年8月19日、対東京ヤクルトスワローズ19回戦（MAZDA Zoom-Zoom スタジアム広島）、9回裏に佐藤祥万の代打で出場
- 初打席：同上、9回裏にジョシュ・ルーキから空振り三振
- 初先発出場：2017年9月24日、対中日ドラゴンズ25回戦（ナゴヤドーム）、「5番・一塁手」として先発出場
- 初安打：同上、4回表に笠原祥太郎から左前安打
- 初打点：2017年9月30日、対横浜DeNAベイスターズ24回戦（横浜スタジアム）、2回表に今永昇太から中前適時打
- 初盗塁：2018年4月3日、対東京ヤクルトスワローズ1回戦（明治神宮野球場）、6回表に二盗（投手:近藤一樹、捕手:中村悠平）
- 初本塁打：2018年8月2日、対東京ヤクルトスワローズ15回戦（明治神宮野球場）、8回表に近藤一樹から左越2ラン

### 背番号
- 146（2015年 - 2017年7月20日）
- 96（2017年7月21日 - 2021年）